# Johanne Juliane Schubert

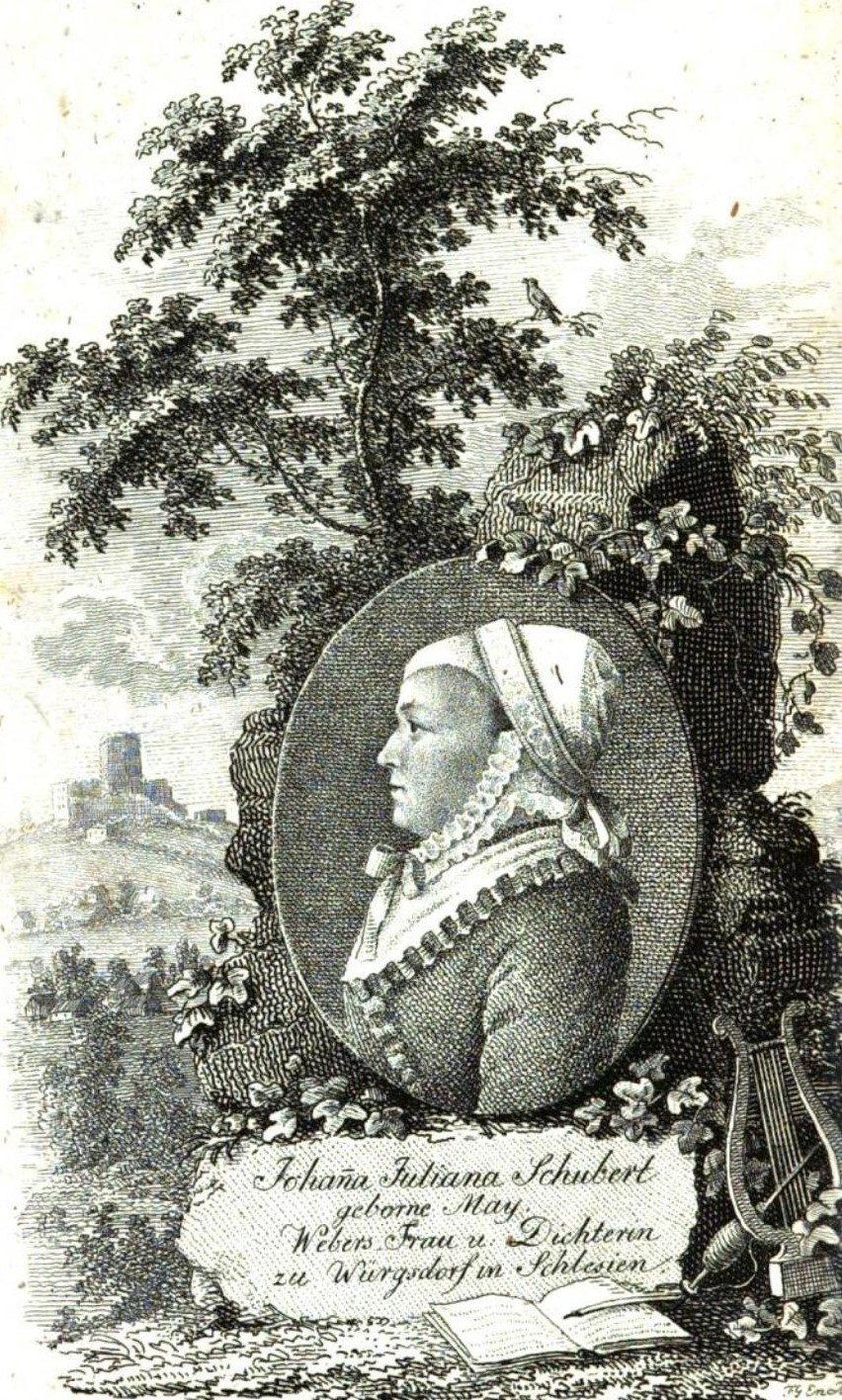
Bildnis der Johanne Juliane Schubert

Johanne Juliane Schubert, geborene May (* 25. November 1776 in Würgsdorf bei Bolkenhain; † 7. April 1864 in Würgsdorf) war eine Weberin und heute unbekannte deutsche Volksdichterin aus dem heutigen Niederschlesien. Von ihr stammen zahlreiche, recht unbekannte Gedichte, die häufig mit der christlichen Pilgermotivik durchwoben sind und motivisch stark an John Bunyans Pilgerreise erinnern. Johanne Juliane Schubert galt zu Lebzeiten als eine „Naturdichterin“ mit angeborenem Dichtertalent.

## Leben
Johanne Juliane Schubert wurde in Würgsdorf in eine Weberfamilie hineingeboren und wuchs dort auf. Schon als kleines Kind musste sie das Weberhandwerk von ihren Eltern erlernen, um diese bei der Arbeit und beim Broterwerb unterstützen zu können. Mit acht Jahren ging sie auf die Dorfschule in den Unterricht des damaligen Schullehrers, Herrn Knittel. Als dieser 1792 im Alter von 32 Jahren starb, dichtete Schubert das erste Mal ihrer Aussage nach Verse. Diese verließ sie 1789 wieder, also mit 12 oder 13 Jahren. Ihre Kindheit war von Armut und Krankheit geprägt. 1792 starb ihre einzig noch lebende Schwester – alle anderen Geschwister waren schon zuvor verstorben. Im Zuge der Trauerbewältigung wendete sich Schubert der Stille, der Natur und der Literatur zu und begann, die Bunzlauer Monatsschrift und die darin enthaltene Gedichte zu lesen. Im Zuge dessen wendete sie sich auch selbst der Dichtung eigener Gedichte zu. 1799 heiratete sie sieben Jahre später den Mann ihrer verstorbenen Schwester, den Weber Ehrenfried Schubert. Johanne Juliane Schubert schrieb, sie sei Mutter zweier Kinder gewesen, von denen eins allerdings starb. 1796 wurde der Bolkenhainer Pfarrer Ulrich auf ihre Gedichte aufmerksam und machte sie mit der Zeit in der Region bekannt. Der Pfarrer Johann Gottfried Dobermann aus Leutmannsdorf veröffentlichte einige dieser Gedichte in seinen Vierteljahrschriften. Durch die Freundschaft mit Personen aus belesenen und studierten Kreisen las und rezipierte Schubert neben ihrer eigenen Dichtungstätigkeit u. a. Gedichte und Schriften von Hagedorn, Wieland, Tiedges Elegien und dessen Urania, Klopstocks Messias, Goethe und Schiller.

## Werk und Wirken

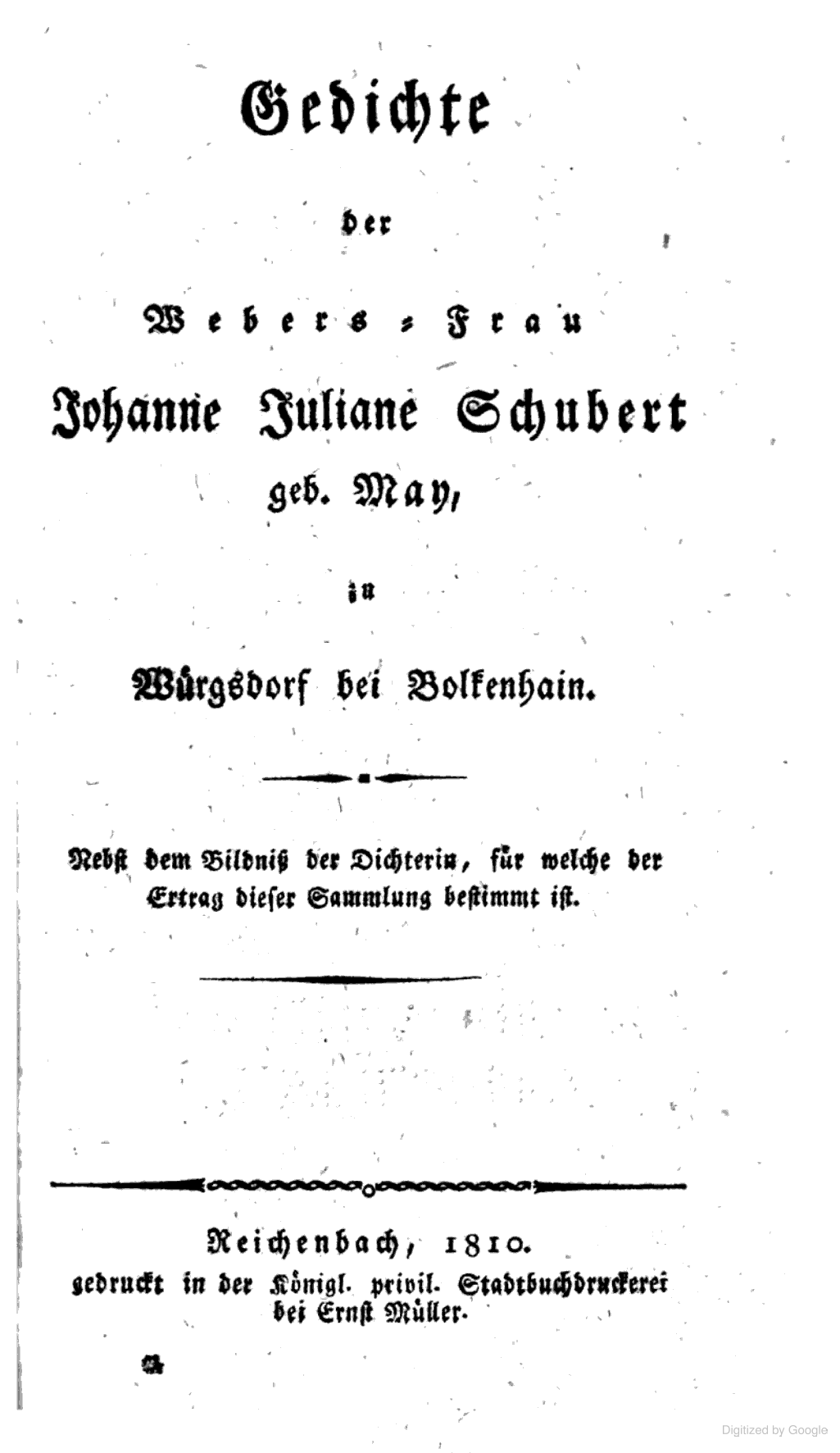
Titelblatt des 1810 erschienenen Buches

Schuberts Buch mit der Gedichtsammlung wurde 1810 in der ersten Auflage in Reichenbach vom königlich privilegierten Drucker Ernst Müller gedruckt und herausgegeben. Ein Jahr später folgte bereits eine zweite, verbesserte Auflage.

### Beispielsgedicht
Der Sommermorgen auf dem Riesengebirge

Die Sonne schien, der Nebel wich, -

Wie schön! o welche prächtig hohe Scene!

Besinge sie auch so feierlich,

Zu schwach, o Muse, bleiben deine Töne.

Anbeten Kann die Seele nur,

Anbeten nur, und dann voll Ehrfurcht schweigen,

Wenn feierlich vom Schöpfer der Natur

Die Werke seiner Huld und Allmacht zeigen. -

Du sahest sie, o Freund! und schön

Wird dich gewiß der Morgen oft umschweben,

Noch oft der kühlen Sommerwinde Wehn

Dein Herz zu sanftem Hochgefühl erheben.

Wirst oft die Aussicht sehn, die hier

Die schönsten Blumen reiner Luft dir streute;

Oft sagen: Schön, o Morgen! war’st du mir,

Wo ich mich dein im Glück der Freundschaft freute.

So schön, wie dieser Morgen war,

Sei, Edler! stets dein Pilgerpfad durchs Leben!

Es müsse dich zum grauen Silberhaar

Der reinsten Freude Rosenduft umschweben!

Sei dann noch Lehrer, sei noch Freund

Den Guten, die nach deiner Leitung handeln,

Jm Glück und Leiden brüderlich vereint,

Mit dir den Pfad zu höh’rer Wonne wandeln.

### Christliche Pilgermotivik
Der Begriff „Pilger“ taucht 16-mal im Œuvre Schuberts auf, die Komposita „Pilgerfahrt“ fünfmal, „Pilgerpfad“ ebenfalls fünfmal und „Pilgerbahn“ viermal. Daneben sind zahlreiche weitere, semantisch verwandte Begriffe wie „Weg“, „Bahn“ und „Ziel“ dort belegt. Die allegorische Übertragung der Pilgerreise als einen vor allem im Mittelalter vorherrschenden Akt, an eine heilige Stätte zu pilgern, wurde im Zuge der Reformation auf das geistliche Leben im irdischen Diesseits übertragen. Der Wittenberger Reformator Martin Luther schrieb beispielsweise: 
Eyn Christ, wenn er rechtschaffen glewbt, so hat er alle gütter Gottis und ist Gottis son, wie wyr gehört haben. Aber die zeyt, die er noch lebt, ist nur eyn pylgerfart. Denn der geyst ist schon ym hymel durch den glawben, durch wilchen er uber alle ding eyn herr ist. Darumb lesset yhn aber Got noch ym fleysch leben und den leyb auff erden gehen, das er ander leutten helffe und sie auch gen hymel bringe.
Die Pilgerreise oder Pilgerfahrt wird hier auf das irdische Glaubensleben übertragen – und das ist ein zentrales Leitmotiv, das sich in Schuberts Gedichten wiederfinden lässt. Beispielsweise taucht diese Pilgermotivik in den letzten beiden Strophen des obigen Beispielgedichtes auf. Und auch Johannes Lämmerer vergleicht sie in den letzten drei Strophen im unten angeführten Gedicht mit einem glaubenden Pilger und verwendet die Pilgermetaphorik für das geistliche Leben des Lämmerers im Diesseits. Dort wird die allegorische Pilgerreise in lutherischer Deutung verwendet: Das Glaubensleben steht allegorisch für eine diesseitige Pilgerreise in die jenseitigen Welt und ist zugleich mit dem Auftrag verbunden, anderen Menschen zu helfen und zu unterweisen, um sie ebenfalls zum Glauben zu bewegen.

### Johanne Juliane Schubert und Johannes Lämmerer - zwei Weber und Volksdichter

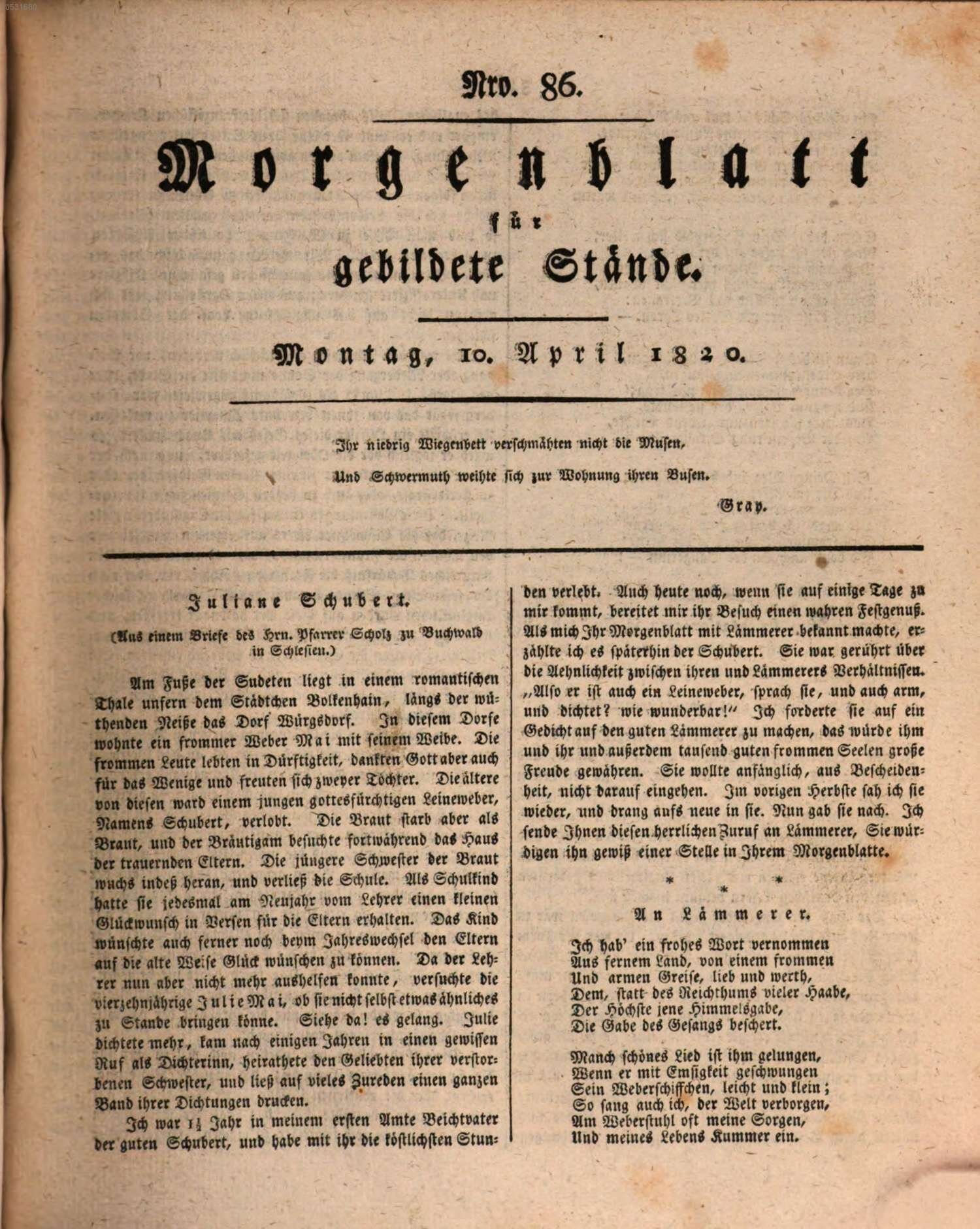
Johanne Juliane Schubert im Cotta’schen Morgenblatt (1)

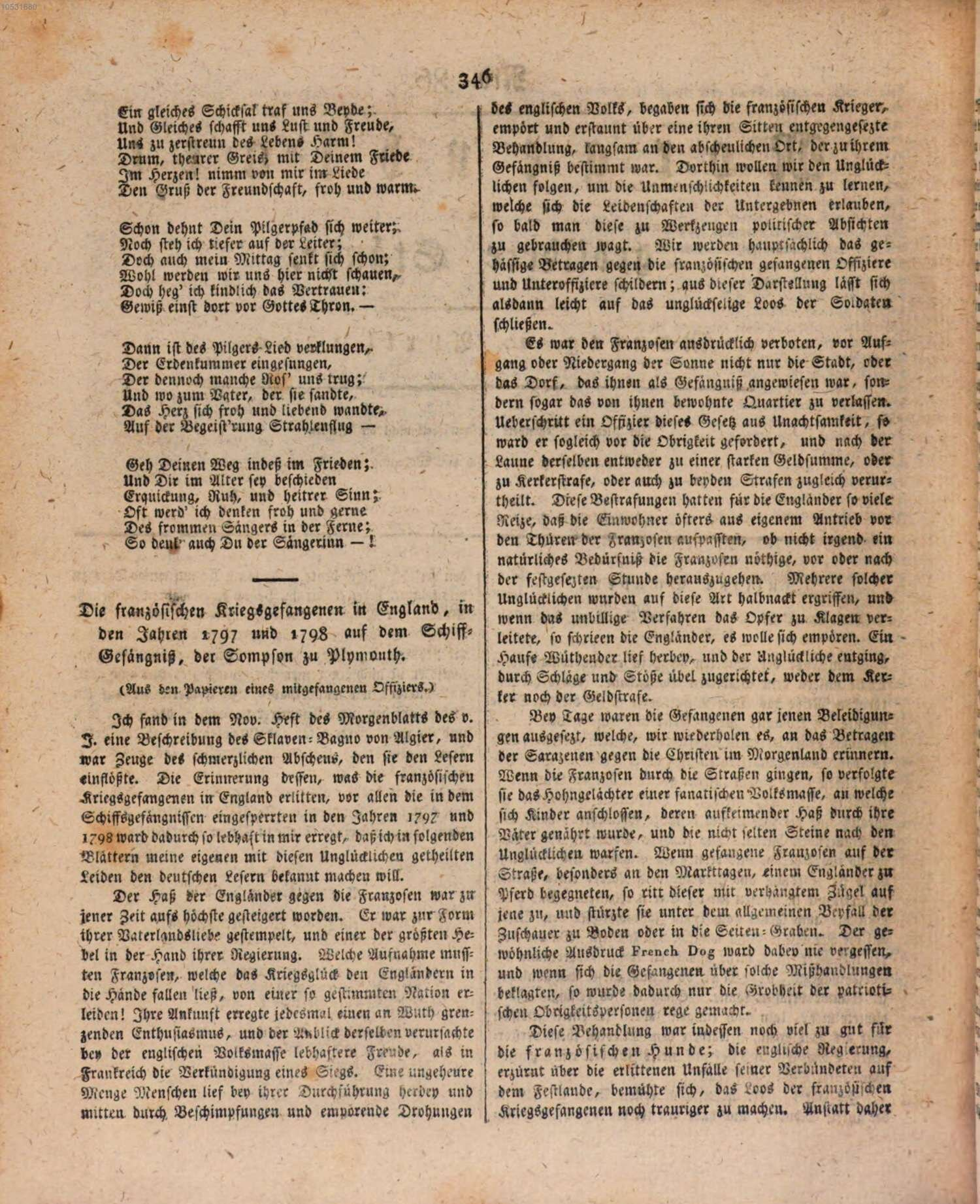
Johanne Juliane Schubert im Cotta’schen Morgenblatt (2)

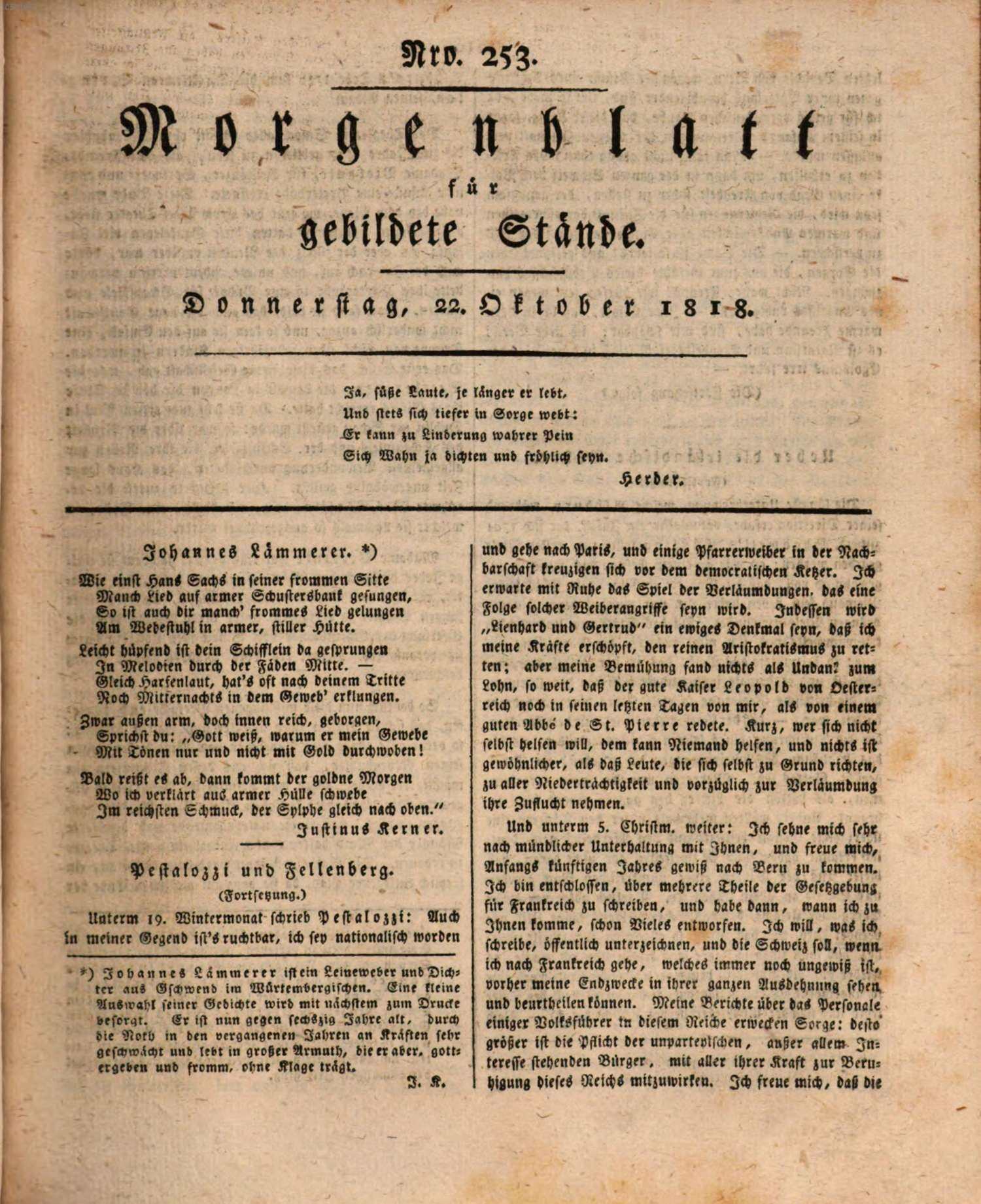
Justinus Kerners Sonett „An Johannes Lämmerer“ im Cotta’schen Morgenblatt

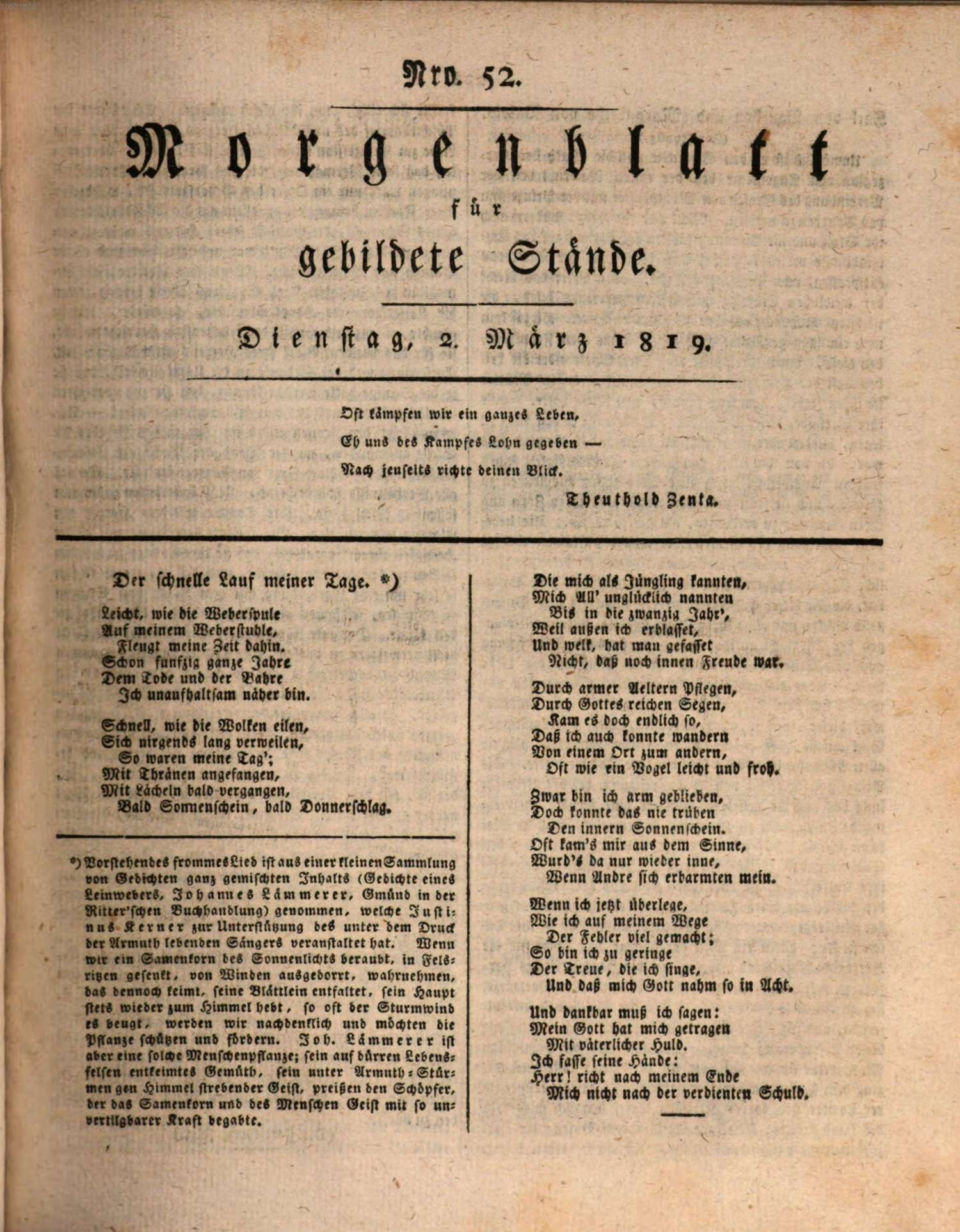
Das Gedicht „Der schnelle Lauf meiner Tage“ von Johannes Lämmerer im Cotta’schen Morgenblatt

Im Cotta’schen Morgenblatt für gebildete Stände erschien 1820 ein Gedicht Schuberts, das an Johannes Lämmerer adressiert ist. Johannes Lämmerer ist ebenfalls ein Weber, der allerdings seinerzeit in Deufstetten bei Crailsheim wohnte, das seit dem bairisch-württembergischen Ausgleichsvertrag 1810 zu Württemberg gehört. Durch das Morgenblatt gelangte Johannes Lämmerer nach Niederschlesien über Pfarrer Scholz aus Buchwald zu Schubert. Dieser schrieb in einem Brief, welcher im Morgenblatt abgedruckt wurde, dass Schubert vor Staunen über die Parallelitäten zwischen ihr und Lämmerer entzückt war und er sie daraufhin aufforderte, diesem ein Gedicht zu widmen. Sie lehnte dies aus Bescheidenheit zunächst ab, ging aber nach mehrmaliger Aufforderung seitens Pfarrer Scholz darauf ein. Daran schließt sich das verfasste Gedicht von Schubert an. Im Folgenden werden das Gedicht von Schubert mit der Sonettwidmung von Justinus Kerner und dem Gedicht Lämmerers gegenübergestellt, die beide im Morgenblatt für gebildete Stände erschienen sind. Mindestens eins von beiden Gedichten muss in Niederschlesien dem Pfarrer Scholz und der Johanne Juliane Schubert vorgelegen haben.
| Justinus Kerner: An Johannes Lämmerer, Morgenblatt für gebildete Stände, Jahr 1818, Nr. 253.                                                                                    | Johannes Lämmerer: Der schnelle Lauf meiner Tage, Morgenblatt für gebildete Stände, Jahr 1819, Nr. 52.                                                                        | Johanne Juliane Schubert: An Lämmerer, Morgenblatt für Gebildete Stände, Jahrgang 1820, Nr. 86. |
| --- | --- | --- |
| An Johannes Lämmerer | Der schnelle Lauf meiner Tage | An Lämmerer |
| Wie einst Hans Sachs in seiner frommen Sitte Manch Lied auf armer Schusterbank gesungen, So ist auch Dir manch frommes Lied gelungen Am Weberstuhl, in armer stiller Hütte.     | Leicht, wie die Weberspule Auf meinem Weberstuhle, Fleugt meine Zeit dahin. Schon fünfzig ganze Jahre Dem Tode und der Bahre Jch unaufhaltsam näher bin.                      | Jch hab’ ein frohes Wort vernommen Aus fernem Land, von einem frommen Und armen Greise, lieb und werth, Dem, statt des Reichthums vieler Haabe, Der Höchste jene Himmelsgabe, Die Gabe des Gesangs beschert.                             |
| Leicht hüpfend ist Dein Schifflein da gesprungen In Melodieen durch der Fäden Mitte. Gleich Harfenlauf, hat’s oft nach Deinem Tritte Noch Mitternachts in dem Geweb‘ erklungen. | Schnell, wie die Wolken eilen, Sich nirgends lang verweilen, So waren meine Tag’; Mit Thränen angefangen, Mit Lächeln bald vergangen, Bald Sonnenschein, bald Donnerschlag.   | Manch schönes Lied ist ihm gelungen, Wenn er mit Emsigkeit geschwungen Sein Weberschiffchen, leicht und klein; So sang auch ich, der Welt verborgen, Am Weberstuhl oft meine Sorgen, Und meines Lebens Kummer ein.                       |
| Zwar außen arm, doch innen reich geborgen, Sprichst Du: „Gott weiß, warum er mein Gewebe Mit Tönen nur, und nicht mit Gold durchwoben.                                          | Die mich als Jüngling kannten, Mich All’ unglücklich nannten Bis in die zwanzig Jahr’, Weil aussen ich erblasset Und welk, hat man gefasset Nicht, daß noch innen Freude war. | Ein gleiches Schicksal traf uns Beyde; Und Gleiches schafft uns Lust und Freude, Uns zu zerstreun des Lebens Harm! Drum, theurer Greis, mit Deinem Friede Jm Herzen! nimm von mir im Liede Den Gruß der Freundschaft, froh und warm      |
| Bald reißt es ab; dann kommt der goldne Morgen, Wo ich verklärt aus armer Hülle schwebe, Im reichsten Schmuck, der Sylphe gleich, nach oben.“                                   | Durch armer Ältern Pflegen, Durch Gottes reichen Segen, Kam es doch endlich so, Daß ich auch konnte wandern Von einem Ort zum andern, Oft wie ein Vogel leicht und froh.      | Schon dehnt Dein Pilgerpfad sich weiter; Noch steh ich tiefer auf der Leiter; Doch auch mein Mittag senkt sich schon; Wohl werden wir uns hier nicht schauen, Doch heg’ ich kindlich das Vertrauen: Gewiß einst dort vor Gottes Thron. – |
| | Zwar bin ich arm geblieben, Doch konnte das nie trüben Den innern Sonnenschein. Oft kam’s mir aus dem Sinne, Wurd’s da nur wieder inne, Wenn Andre sich erbarmten mein.       | Dann ist des Pilgers-Lied verklungen, Der Erdenkummer eingesungen, Der dennoch manche Ros’ uns trug; Und wo zum Vater, der sie sandte, Das Herz sich froh und liebend wandte, Auf der Begeist’rung Strahlenflug –                        |
| | Wenn ich jetzt überlege, Wie ich auf meinem Wege Der Fehler viel gemacht; So bin ich zu geringe Der Treue, die ich singe, Und daß mich Gott nahm so in Acht.                  | Geh Deinen Weg indeß im Frieden; Und Dir im Alter sey beschieden Erquickung, Ruh, und heitrer Sinn; Oft werd’ ich denken froh und gerne Des frommen Sängers in der Ferne; So denk’ auch Du der Sängerinn – !                             |
| | Und dankbar muß ich sagen: Mein Gott hat mich getragen Mit väterlicher Huld. Ich fasse seine Hände: Herr! richt’ nach meinem Ende Mich nicht nach der verdienten Schuld.      | |

Johannes Lämmerer wurde am 22. Juni 1763 auf dem Lämmershof bei Gschwend geboren. Rechnet man die im mittleren Gedicht genannten 50 Jahre dazu, dann kommt man auf das Jahr 1813. Demnach ist höchstwahrscheinlich dieses Gedicht zwischen dem 22. Juni 1813 und dem 21. Juni 1814 entstanden. Durch die gemeinsame Strophenform (Sechszeiler), dasselbe Reimschema (aabccb) und derselben Kadenz (wwmwwm) ist naheliegend, dass sich das Gedicht Schuberts intertextuell auf das von Lämmerer bezieht. Es kann aber nicht ausgeschlossen werden, dass in Niederschlesien auch Kerners Sonettwidmung gelesen worden ist.

## Veröffentlichungen

### Werkausgabe
- Gedichte der Webers=Frau Johanne Juliane Schubert geb. May, zu Würgsdorf bei Bolkenhain. Nebst dem Bildniß der Dichterin, für welche der Ertrag dieser Sammlung bestimmt ist, Reichenbach, 1810. gedruckt in der Königl. privil. Stadtbuchdruckerei bei Ernst Müller: Google Books